# Argyractis micropalis
Argyractis micropalis là một loài bướm đêm trong họ Crambidae.